# Cleora acerata
Cleora acerata là một loài bướm đêm trong họ Geometridae.